# ان‌جی‌سی ۷۴۲۴
ان‌جی‌سی ۷۴۲۴ (انگلیسی: NGC 7424) نام یک کهکشان مارپیچی میله‌ای در فاصله ۳۷.۵ میلیون سال نوری در آسمان جنوبی و صورت فلکی درنا است و از نظر اندازه شباهت بسیاری به کهکشان راه شیری‌ دارد.